# Wilfred Shingleton
Wilfred Shingleton (1914 — 1983) é um diretor de arte britânico. Venceu o Oscar de melhor direção de arte na edição de 1947 por Great Expectations, ao lado de John Bryan.